# Gaana
Gaana is een geslacht van vlinders van de familie snuitmotten (Pyralidae).

## Soorten
- G. asperella (Ragonot, 1893)
- G. basiferella Walker, 1866
- G. malagasella Viette, 1964
- G. malgachiella Roesler, 1982
- G. mesophaea (Hampson, 1930)
- G. minima Balinsky, 1994
- G. nigronervosa Mey, 2011
- G. pseudomalazella Roesler, 1982
- G. pyrrhella Roesler, 1982
- G. quatra Balinsky, 1994
- G. viridella (Ragonot, 1888)